# 沙姆斯·胡达·乔杜里
沙姆斯·胡达·乔杜里（英語：Shamsul Huda Chaudhury，1920年5月1日—2000年2月15日），是一名孟加拉国政治人物、新闻官、部长及孟加拉国国民议会议长。

## 早期生涯
1941年，沙姆斯·胡达·乔杜里毕业于加尔各答总统学院。1944年，获得阿里格尔穆斯林大学文学硕士和法学学位（LL.B.）。1943年至1944年在校期间，他担任学校学生会副主席，并在1943年全印度辩论大赛中斩获莫里斯·高尔爵士奖杯（Sir Morris Goar Trophy）。1944年，当选为孟加拉穆斯林学生联盟主席。

## 事业
1945年，乔杜里参加广播电台工作，并曾任全印广播电台区域主管。1948年印度解体后，他加入巴基斯坦电台，担任职员训练部部长、音乐部部长。此外他还是巴基斯坦国际航空的创始主管之一，并担任东巴基斯坦工业发展公司主席。1951至1967年，他在达卡电台任职，后任该台台长。1962年，曾去英国广播公司受训。1970年，乔杜里担任穆斯林大会联盟东巴基斯坦部总书记。并以联盟成员身份参加第1届巴基斯坦下议院选举，并当选议员。
1976年至1977年1月，乔杜里出任孟加拉国改革广播委员会（Bangladesh Broadcasting Inquiry Commission）主席。1977年10月，任总统顾问委员会委员，负责新闻和广播部。1978年，加入民族主义党。1978年6月至1979年4月，出任文化与体育部长，其中1978年7月，他率领孟加拉国文化代表团访问中国，这是中孟建交后首个来华访问的孟加拉国艺术团。1979年2月，当选为国会议员。1979年4月，当选宗教事务、文化和体育部长。1980年4月，任新闻和广播部长。1981年11月，任孟加拉国民族主义党代理总书记。同年11月，任新闻、广播、体育和文化部长。1982年2月，任铁路和公路运输、海运和内陆运输部部长。1983年4月，民族主义党分裂出胡达派，他出任胡达派的主席。1984年3月，任孟加拉国计划部长。同年6月，出任教育部长（至1986年）。1986年5月，改任宗教事务部长，7月去职。同年连任议员，并担任孟加拉国国民议会议长。1990年12月6日，艾尔沙德总统在孟加拉国三大反对党联盟运动压力下被迫辞职，并宣布解散议会。1991年2月，孟加拉国举行第五届议会选举，乔杜里作为前议长，主持了4月5日举行的开幕式，并正式交权给会议选举出来的新议长阿布杜尔·拉赫曼·比斯瓦。

## 个人生活
乔杜里的妻子莱拉·阿朱曼德·巴努是一名音乐家、社会活动家，她于1995年去世。2000年2月15日，乔杜里去世，死后与妻子合葬。